# Bokonon
Bokonon é a denominação fon para babalaô, neste caso, sacerdote iniciado para o culto do vodum Fá.
O bokonon cumpre funções na sociedade tradicional fon exercidas entre nós pelo médico, psicólogo, cunsultor financeiro, conselheiro familiar, lingüista e matemático, entre outras, tendo assim um papel dos mais fundamentais.
A palavra "bokonon" significa "possuidor de amuletos" e todo bokonon é também um amassinblotó, ou seja, farmacêutico, ainda que o seu principal dom seja o da palavra e do ritual. O bokonon da antiga corte de Abomei era um dos principais dignitários do reino, e seus veredictos e análises eram vitais para as decisões políticas. Todo rei também deveria ser iniciado no culto de Fa, ainda que não exercesse a função de bokonon, mas o bokonon que o iniciava jamais poderia encontrar-se com ele depois que ele ascendia ao trono, pois isso obrigaria ao rei a curvar-se diante dele, o que era vedado pelo protocolo real. Assim, os reis e os príncipes herdeiros jamais eram iniciados em Fa pelo bokonon oficial da corte, cuja presença constante era imprescindível em cada tomada de decisão.
Na Diáspora, se conhece o termo bokor, no vodu haitiano que tem mais do que possível origem em bokonon e reconhece-se tanto no Candomblé como na Santeria a o termo bokonon em uma canção entoada em ritos de purificação:
Sara nyenye bokonon, Sara nyenye bokonon, significando em mina (guen): "Limpe-me completamente, bokonon..."